# Boliviano con mantenimiento de valor respecto al dólar estadounidense
MVDOL es una unidad de cuenta cuyas siglas representa Bolivianos con Mantenimiento de Valor respecto al Dólar. Su código ISO 4217 es BOV. Su función es mantener el valor del Boliviano respecto al Dólar. El Banco Central de Bolivia lo fija diariamente según la cotización del dólar. Se usa principalmente en una serie de instrumentos financieros (bonos del tesoro, cuentas de inversión, etc.)
- Datos: Q5731551